# Pipiza obscura
Pipiza obscura är en tvåvingeart som beskrevs av Macquart 1834. Pipiza obscura ingår i släktet gallblomflugor, och familjen blomflugor.
Artens utbredningsområde är Italien. Inga underarter finns listade i Catalogue of Life.